# Hypericum minutum
Hypericum minutum är en johannesörtsväxtart som beskrevs av Peter Hadland Davis och Poulter. Hypericum minutum ingår i släktet johannesörter, och familjen johannesörtsväxter. Inga underarter finns listade i Catalogue of Life.